# Twee toffe totems
Twee toffe totems is het negenenzeventigste stripverhaal uit de reeks van Suske en Wiske. Het is geschreven en gepubliceerd in De Standaard en Het Nieuwsblad van 20 februari 1970 tot en met 3 juli 1970.  
Willy Vandersteen en Paul Geerts werkten samen aan dit verhaal. Niet veel later zou Geerts de rol als hoofdauteur van de Suske en Wiske-verhalen helemaal overnemen van Vandersteen.
De eerste albumuitgave in de Vierkleurenreeks was in september 1970, met nummer 108.

## Locaties
- België, Canada, jachtvelden en dorp Iroknizers, Geestenbergen met heilige totems, indianendorpen

## Personages
- Suske, Wiske met Schanulleke, tante Sidonia, Lambik, Jerom, professor Barabas, cv-monteur, Iroknizers, Stomme-vis-die-het-goed-kan-vertellen, meisje, Zwarte Geit (hoofdvrouw), Sterke Beer, Wilde Stier, Wrede Wolf, Rosse Kloek, Dolle Inas[1] Toe-Bib (medicijnman), No-Zam, indianen, moeder en dochter, medicijnman, Wasik-Maral en Wasik-Nogmar[2] (heilige totems)

## Uitvindingen
- De teletijdmachine

## Het verhaal
Lambik logeert bij tante Sidonia nadat zijn centrale verwarming het midden in de winter heeft begeven. Schanulleke heeft door meditatie leren spreken, en vertelt de kinderen hoe ze de wereld kunnen verbeteren. Al snel beginnen Suske en Wiske met protesten. Lambik gaat hen te lijf met een waterkanon om zijn eigen spullen te beschermen. Jerom probeert te bemiddelen, maar dan vliegt Schanulleke het raam uit op een speelgoedvliegtuigje. 
De vrienden volgen Schanulleke en komen bij professor Barabas. De professor vraagt aan een machine of jong of oud de wereld zal verbeteren, maar Lambik slaat de computer stuk omdat hij de nieuwe techniek niet vertrouwt. Professor Barabas vertelt over twee totems in Canada die het antwoord wisten. Daarop flitst hij de vrienden met de teletijdmachine naar het verleden. Tante Sidonia blijft thuis.
De  vrienden komen aan met woudloperskleding. Ze ontmoeten hier een indiaan, die vertelt dat ze nooit door de jachtvelden van de Iroknizers zullen komen; ze zien rooksignalen en lezen de boodschap. In het dorp gaan de krijgers op oorlogspad. Lambik redt een indiaan van een beer, waarop Stomme-vis-die-het-goed-kan-vertellen ze meeneemt. Het blijkt een hinderlaag te zjjn. Lambik valt in de rivier en komt een eind verderop aan land. Hij redt een meisje van een eland en wordt dan naar de hoofdvrouw gebracht. Zij vindt Lambik een bedreiging, omdat hij de vrouwen belachelijk maakt.
Lambik wordt aan een paal gebonden en met tomahawks bekogeld. Lambik kan ontsnappen en voegt zich weer bij Jerom, ze gaan samen verder. Suske en Wiske geven een ziek meisje een koortswerend middel. De moeder van dit meisje ziet Schanulleke, en de medicijnman wil het popje hebben als amulet. Schanulleke wordt later ontvoerd, maar weer gered. Suske belooft de medicijnman medicijnen te geven als hij zich normaal gedraagt. 
Uiteindelijk blijkt dat de totems door een boze tovenaar zijn gescheiden. Jerom gooit rotsen in de vallei, waardoor de bergen worden herenigd. De totems komen samen en vertellen dat de jongeren en ouderen elkaar nodig hebben. Ze vertrekken hierna naar de eeuwige jachtvelden en de vrienden worden terug naar huis geflitst.
Tante Sidonia legt uit dat Schanulleke niet echt tot leven was gekomen; zijzelf had een zendertje in het popje verstopt. Ze vindt het niet erg dat de jeugd het protesteert tegen gemaakte fouten in het verleden, maar ze waarschuwt wel dat de opstandige jeugd vatbaar is voor misbruik.

## Achtergronden bij het verhaal
- Er wordt verwezen naar de sportman Eddy Merckx, hij speelt een rol in het verhaal Het kostbare kader.
- Het verhaal werd ook uitgegeven in het Frans (Bob et Bobette - les totems tabous).